# العلاقات الإندونيسية الأيرلندية
العلاقات الإندونيسية الأيرلندية هي العلاقات الثنائية التي تجمع بين إندونيسيا وجمهورية أيرلندا.

## مقارنة بين البلدين
هذه مقارنة عامة ومرجعية للدولتين:
| وجه المقارنة                                              | إندونيسيا         | جمهورية أيرلندا                                       |
| --------------------------------------------------------- | ----------------- | ----------------------------------------------------- |
| المساحة (كم2)                                             | 1.90 مليون        | 70.27 ألف                                             |
| عدد السكان (نسمة)                                         | 263.99 مليون      | 4.76 مليون                                            |
| الكثافة السكانية (ن./كم²)                                 | 138.94            | 67.74                                                 |
| العاصمة                                                   | جاكرتا            | دبلن                                                  |
| اللغة الرسمية                                             | اللغة الإندونيسية | اللغة الأيرلندية، لغة إنجليزية، الإنجليزية الأيرلندية |
| العملة                                                    | روبية إندونيسية   | جنيه أيرلندي، يورو، عملات اليورو الأيرلندية           |
| الناتج المحلي الإجمالي (بليون دولار)                      | 1.02 تريليون      | 333.73 مليار                                          |
| الناتج المحلي الإجمالي (تعادل القوة الشرائية) بليون دولار | 2.85 تريليون      | 318.16 مليار                                          |
| الناتج المحلي الإجمالي الاسمي للفرد دولار أمريكي          | 3.35 ألف          | 61.13 ألف                                             |
| الناتج المحلي الإجمالي للفرد دولار أمريكي                 | 10.52 ألف         |                                                       |
| مؤشر التنمية البشرية                                      | 0.684             | 0.916                                                 |
| رمز المكالمات الدولي                                      | +62               | +353                                                  |
| رمز الإنترنت                                              | .id               | .ie                                                   |
| المنطقة الزمنية                                           |                   | 00، ت ع م+01:00، أوروبا/دبلن ‏                         |

## منظمات دولية مشتركة
يشترك البلدان في عضوية مجموعة من المنظمات الدولية، منها:
| علم المنظمة | اسم المنظمة                               | تاريخ انضمام إندونيسيا | تاريخ انضمام جمهورية أيرلندا |
| ----------- | ----------------------------------------- | ---------------------- | ---------------------------- |
|             | بنك التنمية الآسيوي                       | 1966                   | 2006                         |
|             | مؤسسة التنمية الدولية                     | 20 أغسطس 1968          | 22 ديسمبر 1960               |
|             | يونسكو                                    | 27 مايو 1950           | 3 أكتوبر 1961                |
|             | وكالة ضمان الاستثمار متعدد الأطراف        | 12 أبريل 1988          | 27 أكتوبر 1989               |
|             | الأمم المتحدة                             | 28 سبتمبر 1950         | 14 ديسمبر 1955               |
|             | الفريق المعني برصد الأرض                  | ?                      | ?                            |
|             | الاتحاد البريدي العالمي                   | ?                      | ?                            |
|             | البنك الدولي للإنشاء والتعمير             | 13 أبريل 1967          | 8 أغسطس 1957                 |
|             | المنظمة الهيدروغرافية الدولية             | ?                      | ?                            |
|             | الاتحاد الدولي للاتصالات                  | 1949                   | 8 ديسمبر 1923                |
|             | منظمة حظر الأسلحة الكيميائية              | ?                      | ?                            |
|             | مؤسسة التمويل الدولية                     | 23 أبريل 1968          | 11 سبتمبر 1958               |
|             | المركز الدولي لتسوية المنازعات الاستشارية | 28 أكتوبر 1968         | 7 مايو 1981                  |
|             | منظمة التجارة العالمية                    | ?                      | ?                            |
|             | منظمة الشرطة الجنائية الدولية             | 5 أكتوبر 1954          | ?                            |

## وصلات خارجية
- موقع وزارة الخارجية الإندونيسية
- موقع وزارة الخارجية الأيرلندية